# Ruta Estatal de California 79

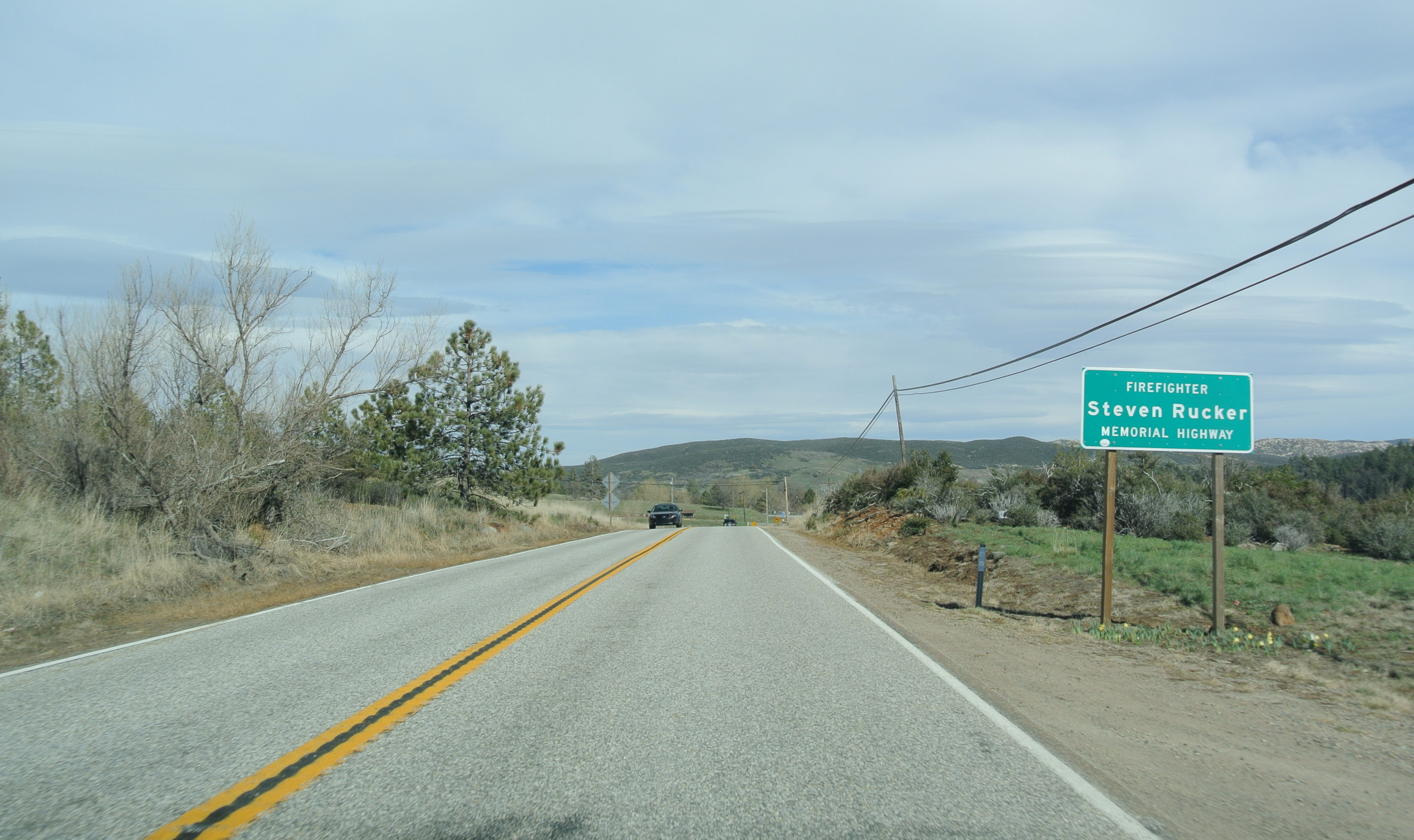
Steven Rucker Memorial Highway

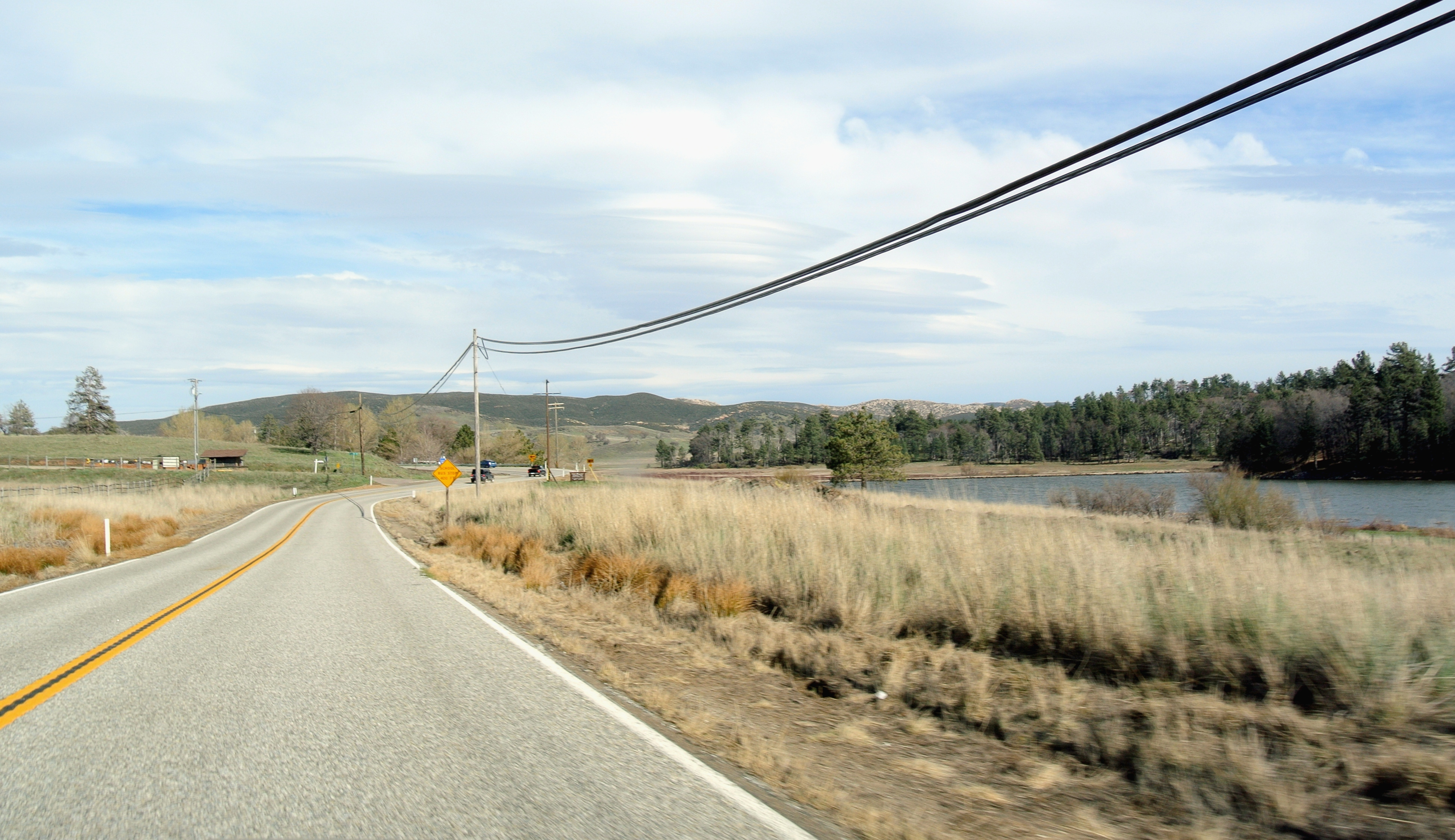
CA 79 y lago Cuyamaca

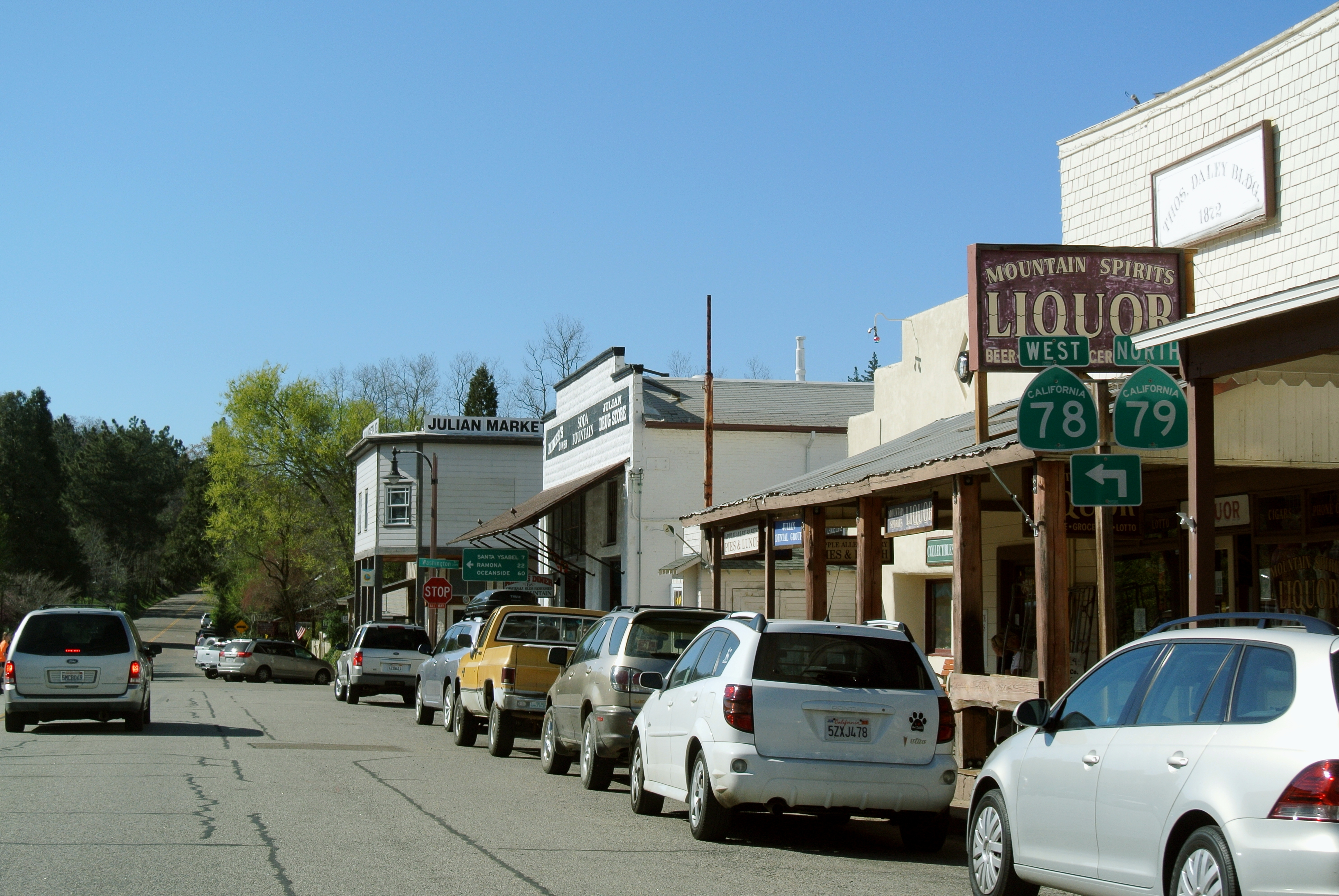
Rutas estatales 78 and 79 en Julián

La Ruta Estatal 79 es una carretera que va desde la Interestatal 10 en el Condado de Riverside hacia la Interestatal 8 en el condado de San Diego.
Esta Ruta es parte del Sistema de Autovías y Vías Expresas de California y es eligible para el Sistema Estatal de Carreteras Escénicas.

## Oros nombres
- Firefighter Steven Rucker Memorial Highway: Desde la Ruta 78 en Santa Ysabel hacia Engineers Road en Cuyumaca.[4]

El tramo entre la SR 74 y la Interestatal 15 (en las ciudades de Temecula, Murrietta, Winchester y Hemet) se llama Winchester Road.

## Intersecciones principales
Nota: a excepción donde los prefijos son con letras, los postes de mileajes fueron medidos en 1964, basados en la alineación y extendimiento de esa fecha, y no necesariamente reflejan el actual mileaje.
| Condado               | Ubicación      | Mileaje                    | Destinos                            | Notas                                    |
| --------------------- | -------------- | -------------------------- | ----------------------------------- | ---------------------------------------- |
| San Diego L0.04-53.04 |                | L0.04                      | I 8 – El Centro, San Diego          | Nudo carretero                           |
| San Diego L0.04-53.04 | Descanso       | 1.30                       | Riverside Drive                     |                                          |
| San Diego L0.04-53.04 | Julian         | 20.22 78 58.13             | SR 78 este – Westmorland, Brawley   | Extremo sur de la SR 78                  |
| San Diego L0.04-53.04 | Santa Ysabel   | 78 51.11 20.23             | SR 78 oeste – Oceanside             | Extremo norte de la SR 78                |
| San Diego L0.04-53.04 |                | 27.37                      | SR 76 oeste                         |                                          |
| San Diego L0.04-53.04 |                | 31.70                      | CR S2 (San Felipe Road)             |                                          |
| San Diego L0.04-53.04 | Warner Springs | 35.07                      | Los Tules Road                      |                                          |
| Riverside 0.00-40.45  | Aguanga        | 2.27                       | SR 371                              |                                          |
| Riverside 0.00-40.45  | Radec          | 5.80                       | Sage Road (CR R3)                   |                                          |
| Riverside 0.00-40.45  | Temecula       | 19.79 15 3.44              | I 15 sur – San Diego                | Nudo carretero; extremo sur de la I-15   |
| Riverside 0.00-40.45  | Temecula       | Véase I-15 (salidas 58-61) |                                     |                                          |
| Riverside 0.00-40.45  | Temecula       | 15 6.62 R2.28              | I 15 norte – Riverside              | Nudo carretero; extremo norte de la I-15 |
| Riverside 0.00-40.45  |                | R4.78                      | Murrieta Hot Springs Road           |                                          |
| Riverside 0.00-40.45  |                | M7.63                      | Benton Road                         |                                          |
| Riverside 0.00-40.45  | Hemet          | R19.16                     | SR 74 oeste                         | Extremo sur de la SR 74                  |
| Riverside 0.00-40.45  | Hemet          | 25.65                      | SR 74 este (Florida Avenue)         | Extremo norte de la SR 74                |
| Riverside 0.00-40.45  | Beaumont       | 40.45                      | I 10 – Palm Springs, San Bernardino | Nudo carretero                           |